# ابو سیدهام
ابو سیدهام در مصر است که در استان منیا واقع شده‌است.